# Sant Vicenç de Vilarassau
Sant Vicenç de Vilarassau és una parròquia d'hàbitat disseminat del municipi de Santa Maria d'Oló a la comarca del Moianès.
És la quarta parròquia del terme de Santa Maria d'Oló. Centra un petit veïnat de masies disperses, situat al sector central-sud-oriental del terme, al sud-est de Santa Maria d'Oló i a llevant de Sant Joan d'Oló. És a la dreta del Riu Sec, en una petita plana al sud-est del Serrat del Coll i al nord del Serrat de les Garrigues.
Les masies que pertanyen a aquesta parròquia són la Casa Nova de Sau, Falconeres, la Garrigota, Ca l'Oller, Cal Pere Riera, Rojans, Vilagú i Vilarassau.